# Лечхуми

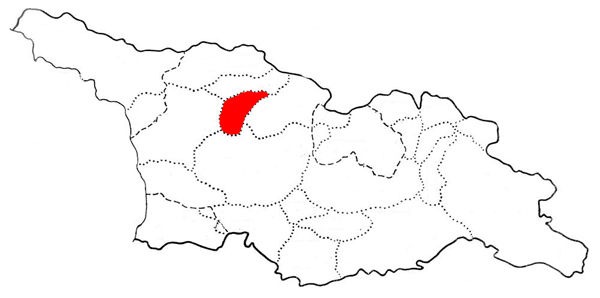
Историческая область Лечхуми

Лечху́ми (груз. ლეჩხუმი/Lečxumi) — историческая область в северо-западной Грузии, объединяющая бассейны рек Риони и Цхенисцкали, а также долину реки Ладжанура. Сегодня это часть края Рача-Лечхуми и Нижняя Сванетия, занимает земли Цагерского и частично Цхалтубского и Амбролаурского муниципалитетов. На западе область граничит с Мингрелией, на севере — со Сванетией, на востоке — с Рачей и с Имеретией на юге.
Лечхуми считал своей родиной М. К. Мамардашвили.